# Decametra
Genre
Decametra est un genre de crinoïdes de la famille des Colobometridae.

## Description et caractéristiques
Ce sont de colobométridés à 10 bras, avec des pinnules proximales pas spécialement différentes des autres (contrairement aux Cenometra), mais les secondes quand même légèrement plus grandes que les premières. Les cirrhes sont rarement plus de 30, et portent une rangée (parfois fusionnée) de tubercules sur leur face proximale. 

## Liste des espèces
Selon World Register of Marine Species (26 mars 2015) :
- Decametra alaudae AH Clark, 1911
- Decametra arabica AH Clark, 1912
- Decametra brevicirra (AH Clark, 1912)
- Decametra chadwicki (AH Clark, 1911)
- Decametra durbanensis AM Clark, 1951
- Decametra informis (Carpenter, 1888)
- Decametra laevipinna (AH Clark, 1912)
- Decametra minima (AH Clark, 1912)
- Decametra modica AH Clark, 1911
- Decametra mollis AH Clark, 1912
- Decametra multicirrala Kogo, 2002
- Decametra mylitta AH Clark, 1912
- Decametra parva (AH Clark, 1912)
- Decametra studeri (AH Clark, 1909)
- Decametra taprobanes (AH Clark, 1909)
- Decametra tigrina (AH Clark, 1907)
- Decametra zebra (HL Clark, 1916)